# Peter Altmeier
Peter Altmeier (Saarbrücken, 12 agosto 1899 – Coblenza, 28 agosto 1977) è stato un politico tedesco.

## Biografia
Altmeier era figlio di un attivista del movimento operaio cattolico. Fu soldato della prima guerra mondiale e venne catturato dal nemico. Dopo essere tornato libero, studiò in una scuola commerciale, dove si laureò nel 1923. Iniziò così a lavorare nel settore privato. Dal 1940 al 1946 fu amministratore delegato del commercio all'ingrosso del Reno.
Durante la Repubblica di Weimar, divenne membro dell'ala giovanile del Partito Cattolico di Centro. Dopo la seconda guerra mondiale, fu uno dei fondatori della CDU.
Dal 1946 al 1966, fu presidente dei Democratici Cristiani nella Renania-Palatinato. Nel 1969 Helmut Kohl fu il suo successore come ministro presidente.
Dal 9 luglio 1947 al 18 maggio 1969 è stato Ministro presidente della Renania-Palatinato. Essendo rimasto con questo incarico per quasi 22 anni, è il ministro presidente tedesco di più lunga data. Allo stesso tempo è Ministro dell'economia e dei trasporti (1948-1967), Ministro dell'interno e Ministro dell'economia dello stato della Renania-Palatinato.
Nel 1954-1955 e 1965-1966, P. Altmeyer fu presidente del Consiglio federale di Germania (Bundesrat).
Fu sepolto nel cimitero principale di Coblenza.